# President Allendelaan
De President Allendelaan is een belangrijke doorgaande straat in Amsterdam-West (S207) die de wijken Slotermeer en Osdorp met elkaar verbindt. De laan loopt van noord naar west, ligt in het verlengde van de Slotermeerlaan en begint bij het Sloterparkbad en het eindpunt van tramlijn 7. Vervolgens loopt de laan met een boog verder naar het westen en gaat in Osdorp over in de Ookmeerweg. De weg doorsnijdt het Sloterpark en over de weg ligt een tweetal voetganger- annex fietsersbruggen brug 677 en brug 678.
De laan is op 27 februari 1974 als eerbetoon vernoemd naar de gestorven Chileense president Salvador Allende. Tot die tijd was de naam van de laan Westoever (raadsbesluit 6 oktober 1948), genoemd naar de ligging ten opzichte van de Sloterplas. In tegenstelling tot de eveneens naar de ligging aan de Sloterplas vernoemde straten Noordzijde en Oostoever die nog steeds hun oorspronkelijke naam hebben ligt de straat niet direct aan de westoever van de Sloterplas maar ligt het Sloterpark daar tussen. De straat aan de zuidoever heeft altijd de naam Meer en Vaart gehad.
R-net bus 369 rijdt over de laan maar heeft er geen halte.